# Opatovice nad Labem
Opatovice nad Labem là một làng thuộc huyện Pardubice, vùng Pardubický, Cộng hòa Séc.